# ایلییا شوتسوف
ایلییا شوتسوف (اوکراینی: Ілля Сергійович Шевцов؛ زادهٔ ۱۳ آوریل ۲۰۰۰) بازیکن فوتبال اهل اوکراین است.
وی همچنین در تیم‌های ملی فوتبال Ukraine national under-17 football team و زیر ۲۱ سال اوکراین بازی کرده‌است.